# Neocogniauxia monophylla
Neocogniauxia monophylla là một loài thực vật có hoa trong họ Lan. Loài này được (Griseb.) Schltr. mô tả khoa học đầu tiên năm 1913.